# Cueta indefinita
Cueta indefinita is een insect uit de familie van de mierenleeuwen (Myrmeleontidae), die tot de orde netvleugeligen (Neuroptera) behoort. 
Cueta indefinita is voor het eerst wetenschappelijk beschreven door Navás in 1914.